# Furnarius
Furnarius és un gènere d'ocells de la família dels furnàrids (Furnariidae) que agrupa a espècies natives d'Amèrica del Sud on es distribueixen des del nord de Colòmbia i Veneçuela fins al nord de la Patagònia a Argentina. S'anomenen forners pel fet que el seu niu té la forma d'un forn de fang.

## Taxonomia i etimologia

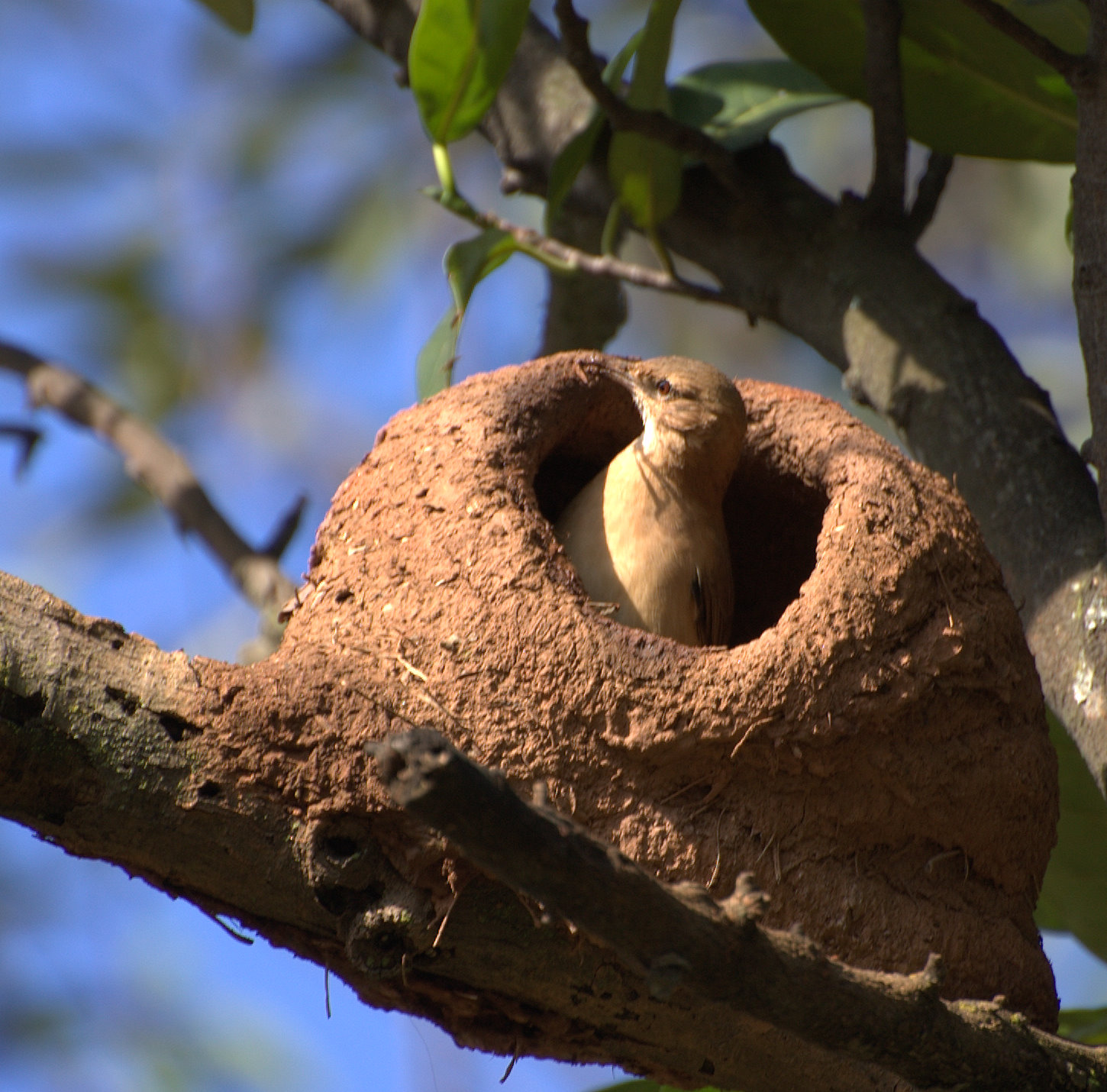
Un forner construint el típic niu.

El gènere Furnarius va ser introduït l'any 1816 per l'ornitòleg francès Louis Pierre Vieillot per donar cabuda a una única espècie, el forner rogenc, que per tant és l'espècie tipus.
El nom genèric Furnarius prové del llatí «furnarius» que significa “forner”, o «furnus» que significa “forn”; en referència al distintiu niu de les espècies del gènere.
Les anteriorment subespècies F. leucopus cinnamomeus i F. leucopus longirostris ja eren tractades com a espècies plenes pel Congrés Ornitològic Internacional (IOC), pel Manual del Ocells del Món (HBW)/Birdlife International (BLI), i més recentment per Clements checklist/eBird.
Tot i reconèixer que mereixerien ser elevades a la categoria d'espècies plenes, el Comitè de Classificació de Sud-amèrica (SACC) va rebutjar la Proposta Núm. 35, de separació de les subespècies, a causa d'insuficiència de dades publicades i a l'espera de noves anàlisi.
Segons la Classificació del Congrés Ornitològic Internacional (versió 14.2, 2024) aquest gènere està format per 8 espècies:
- forner alabarrat - (Furnarius figulus).
- forner camaclar - (Furnarius leucopus).
- forner del Pacífic - (Furnarius cinnamomeus).
- forner del Carib - (Furnarius longirostris).
- forner torrat - (Furnarius torridus).
- forner menut - (Furnarius minor).
- forner rogenc - (Furnarius rufus).
- forner crestat - (Furnarius cristatus).